# NGC 606
NGC 606 ist eine Balkenspiralgalaxie vom Hubble-Typ SBd im Sternbild Fische auf der Ekliptik, welche etwa 450 Millionen Lichtjahre von der Milchstraße entfernt ist. 
Das Objekt  wurde am 18. Oktober 1881 von dem französischen Astronomen Édouard Jean-Marie Stephan entdeckt.